# Francisco Henríquez y Carvajal
Francisco Hilario Henríquez y Carvajal (14 de enero de 1859 – 6 de febrero de 1935) fue un médico, abogado, escritor, pedagogo, político y presidente interino de la República Dominicana en 1916.

## Primeros años
Nació en Santo Domingo el 14 de enero de 1859, hijo de la pareja compuesta por Noel Henríquez Altías, curazoleño de origen judío sefardí, y Clotilde Carvajal Fernández, descendiente de los últimos indígenas que permanecieron en el dominio concedido al cacique Enriquillo. Hermano menor del también ilustre escritor y pedagogo Federico Henríquez y Carvajal.
Realizó sus primeros estudios bajo la tutoría del insigne educador puertorriqueño Román Baldorioty de Castro y, años más tarde, estudió Derecho Romano bajo la orientación de Félix María del Monte. El Derecho Constitucional lo estudió con el sabio educador Eugenio María de Hostos, realizando, además, estudios de Filosofía en el Seminario de Santo Tomás en Santo Domingo.
A los 26 años se graduó de licenciado en Derecho en el "Instituto Profesional" y fue diplomado como Maestro Normal algo más adelante. Poco tiempo después se recibió como licenciado en Medicina y Cirugía.
En 1887 se marchó hacia Europa, radicándose en París, Francia hasta el año 1891. En la Universidad de París obtuvo el doctorado en Medicina.

## Regreso a República Dominicana y vida pública
De regreso a República Dominicana ejerció su profesión de Médico, orientándose luego hacia el magisterio. Durante unos seis años fungió como profesor de la "Escuela Normal", fundada por Hostos, y en el Instituto de Señoritas que dirigía su esposa, la educadora y poeta, Salomé Ureña.
También se dedicó al periodismo y fue director del periódico "El Maestro". Al entrar en contradicción con la dictadura del general Ulises Heureaux, decidió abandonar el país, residiendo durante cinco años en Cabo Haitiano, donde estrechó su amistad con Juan Isidro Jimenes, regresando junto con él al país tras la muerte de Heureaux. Jimenes, designado presidente de la República lo nombró Ministro de Relaciones Exteriores.
En 1901 viajó a los Estados Unidos comisionado por el Gobierno para concertar un acuerdo con los acreedores externos de la República, pero este acuerdo fue rechazado por el Congreso Nacional.
A la caída de Jimenes en abril de 1902, Francisco Henríquez se marchó voluntariamente a Cuba donde fijó residencia, revalidó su título de doctor en Medicina y pasó a ejercer su profesión. Al término del gobierno provisional de Horacio Vásquez en 1903, regresó al país pero volvió a salir siete meses más tarde, resuelto a no regresar. En 1907, sin embargo, aceptó del presidente Ramón Cáceres la misión de delegado ante la II Conferencia de Paz, en La Haya.
En 1911 fue designado por el presidente Cáceres como Ministro Plenipotenciario en Haití, a raíz de las diferencias fronterizas dominico-haitianas. Permaneció en esa nación sólo el tiempo necesario para la concertación de un acuerdo, marchando en 1913 de nuevo a Santiago de Cuba, donde residía.
Al alcanzar nuevamente la presidencia Juan Isidro Jimenes, este lo designó, junto a Federico Velásquez y el Lic. Jacinto B. Peynado, en una misión diplomática en Washington. 
De allí pasó a Buenos Aires como delegado dominicano a la "Conferencia de la Alta Comisión Financiera Panamericana",  en abril de 1916. Es en esa ciudad donde le llegó la noticia del primer desembarco de tropas estadounidenses en su país. Salió inmediatamente hacia los Estados Unidos y, presentándose en el Departamento de Estado de los Estados Unidos, protestó contra la ocupación. Luego regresó a Cuba.

## Presidencia interina
Al renunciar el presidente Jimenes en mayo de 1916, el Consejo de Secretarios ocupó el poder ejecutivo provisionalmente, hasta la elección de un nuevo presidente. Los Estados Unidos exigieron que dicho gobernante sustituto debía tener la aprobación del Departamento de Estado. Luego de algunos meses, el 25 de julio se eligió a  Francisco Henríquez y Carvajal como presidente interino por un término de 6 meses, quien a la sazón se encontraba en Santiago de Cuba, donde recibió un telegrama informándole que, frente a la crisis gubernamental, había sido designado a unanimidad por las cámaras, Presidente de la República, solicitándosele su inmediato regreso a la patria. Regresó para ocupar la presidencia el 31 de julio de 1916.

" Francisco Henríquez Carvajal 

defendiendo la bandera 
dijo: «¡No pueden mandar 

los yanquis en nuestra tierra!»"  - Merengue tradicional dominicano - 

Las tropas estadounidenses y los agentes intervencionistas impidieron, sin embargo, el normal funcionamiento del nuevo gobierno. Tras una serie de dificultades que Henríquez y Carvajal resistió dignamente, y frente a la resistencia oficial y popular contra las pretensiones estadounidenses, finalmente y por orden del presidente Woodrow Wilson, el país fue puesto oficialmente el 29 de noviembre en estado de ocupación, y sometido al ejercicio de la ley militar de las tropas invasoras.
Tras su derrocamiento, Henríquez y Carvajal salió del país el 8 de diciembre e inició, desde el mismo territorio estadounidense, un peregrinaje de protesta contra la odiosa intervención. Este intenso peregrinaje lo llevó a Cuba, Francia, Dominicana (por breve tiempo en 1921) y Estados Unidos.

## Fallecimiento
Durante el gobierno de Rafael Leónidas Trujillo fue designado Ministro Plenipotenciario en Francia, pero aquejado por sus dolencias, se retiró a Santiago de Cuba, donde  falleció el 6 de febrero de 1935 a los 76 años.